# Партатуа
Партатуа (Бартатуа, у Геродота Прототий) (~673 — до 645) — царь скифов во время походов в Переднюю Азию. Возглавил скифов после гибели Ишпакая около 673 года до н. э. Известен преимущественно по ассирийским клинописным текстам.
Среди клинописных документов известен запрос к оракулу бога Шамаша: «Партатуа, царь скифов, послал гонца к Асархаддону … если Асархаддон, царь Ассирии, отдаст в жены Партатуа, царю скифов, дочь царя, вступит ли с ним Партатуа, царь скифов, в союз, слово верное, мирное, слово дружбы скажет ли Асархаддону, царю Ассирии, клятву верности будет ли выполнять поистине…». Прямых данных о заключении династического брака между Партатуа и дочерью Асархаддона нет, но косвенные данные говорят в поддержку данной гипотезы (скифы вышли из состава антиассирийской коалиции, в которую кроме них входили Манна, мидийские царьки, киммерийцы, что позволило Ассирии закончить эту войну на более-менее приемлемых для неё условиях и впоследствии выступали как её союзники).
Этимология имени ассир. Partatūa/Bartatūa из авест. Paraδāta — «первенствующий, поставленный во главе». И. М. Дьяконов, соглашаясь с возможностью данной этимологии, предлагает как вариант ир. Partatava.
Партатуа умер около 645 г. до н.э., и трон скифского царя унаследовал его сын Мадий.